# George Frederick Watts
George Frederick Watts (ur. 23 lutego 1817 w Londynie, zm. 1 lipca 1904 w Compton) – angielski malarz i rzeźbiarz wiktoriański, tworzący w nurcie akademizmu i symbolizmu.
Malował portrety, podejmował tematykę historyczną i tworzył przedstawienia alegoryczne; luźno związany był z prerafaelitami. Członek Royal Academy od 1897.

## Wybrane prace

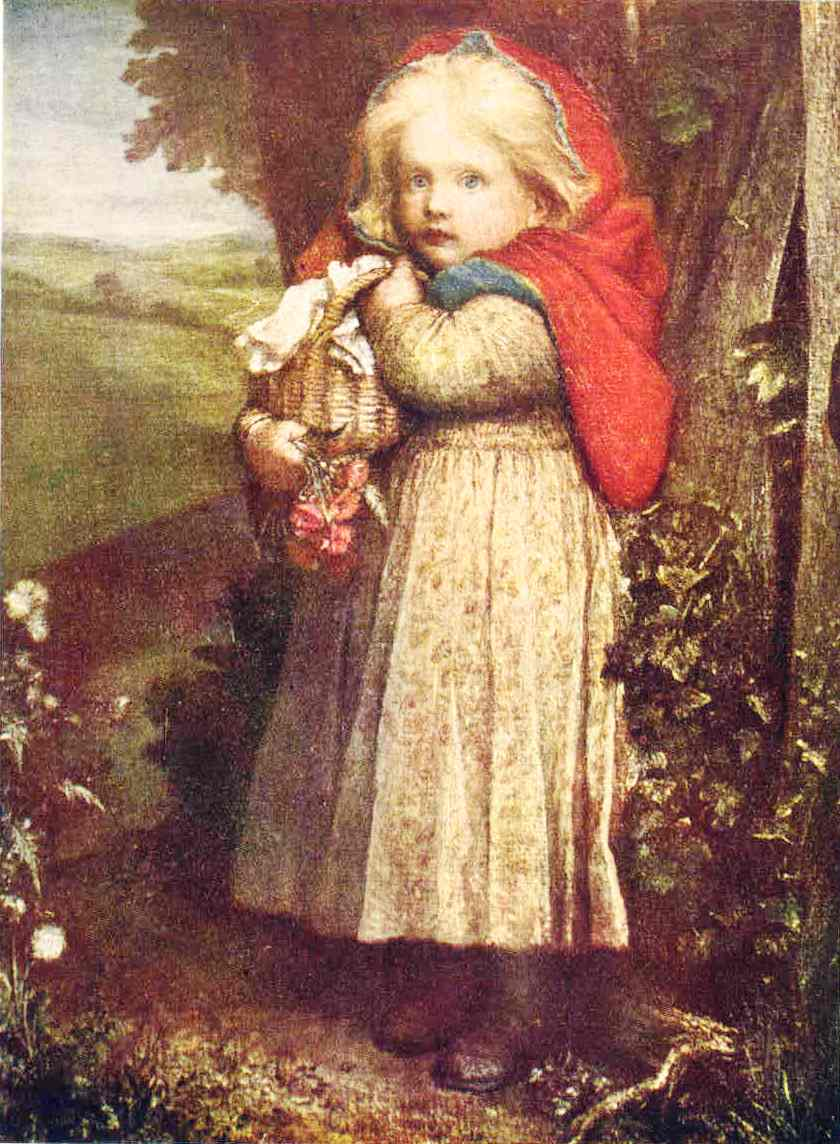
Czerwony Kapturek
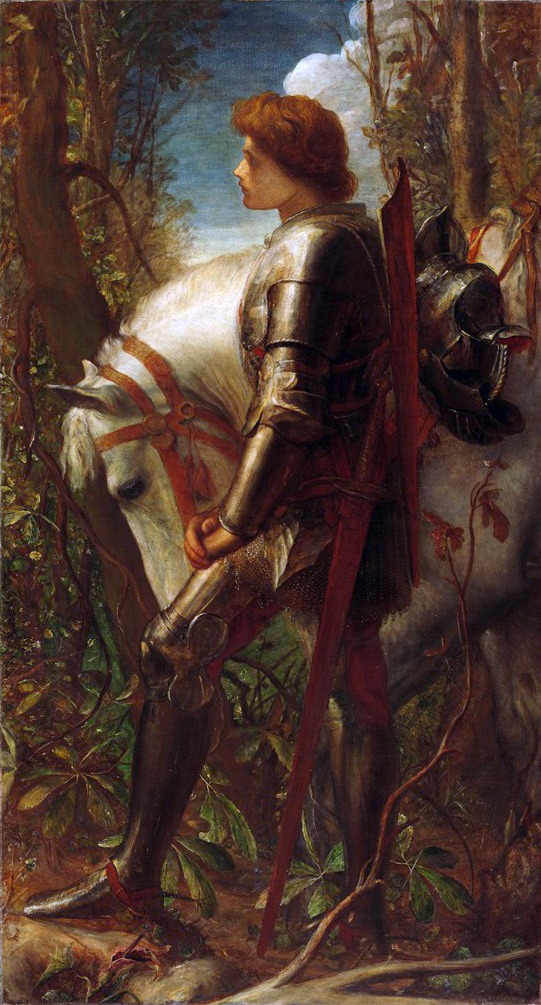
Sir Galahad
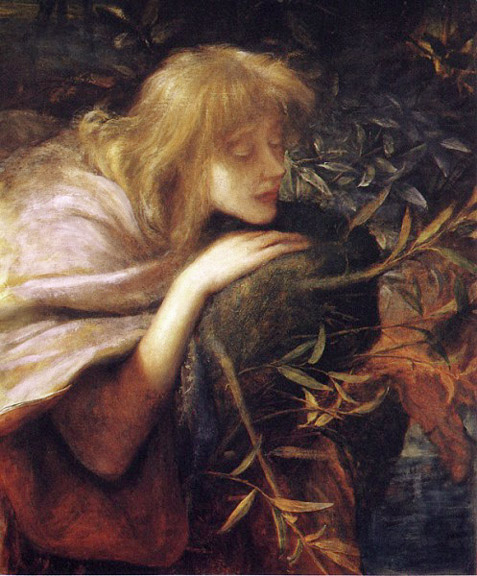
Ofelia, 1864
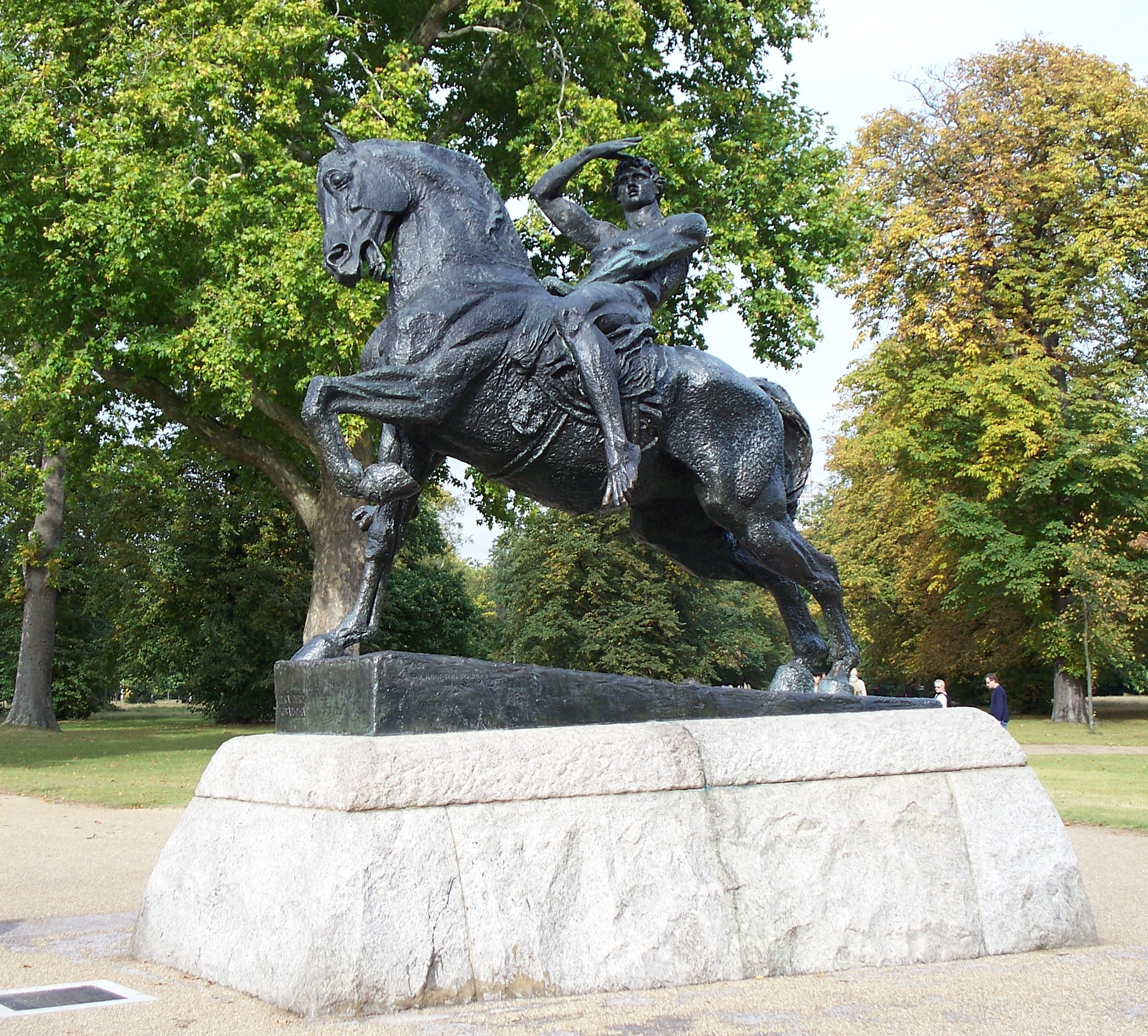
Energia psychiczna – rzeźba w Kensington Gardens